# الحرب الإيطالية الإثيوبية الثانية

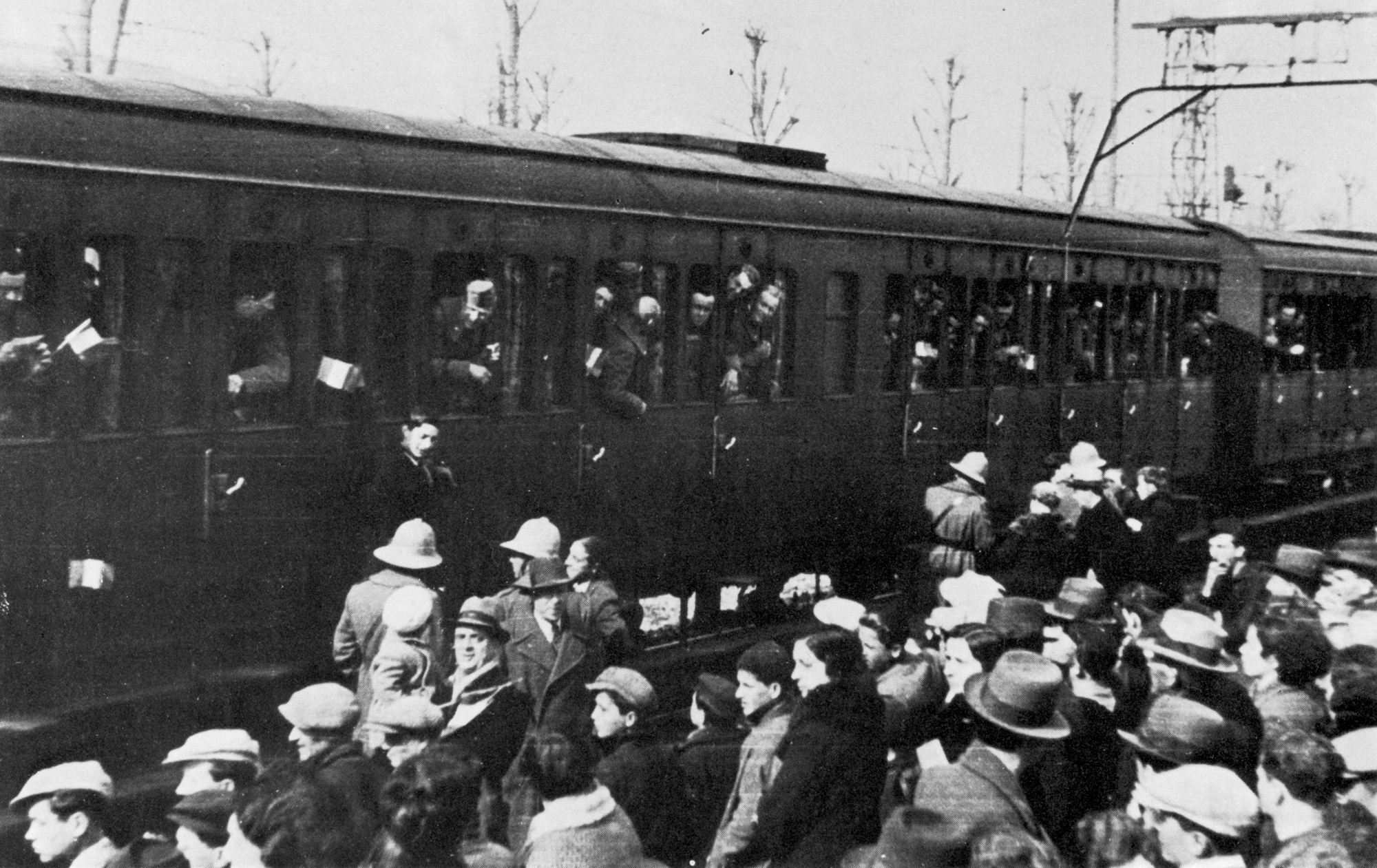
جنود إيطاليون عام 1935 يتم نقلهم إلى المستعمرات الإيطالية في شرق أفريقيا

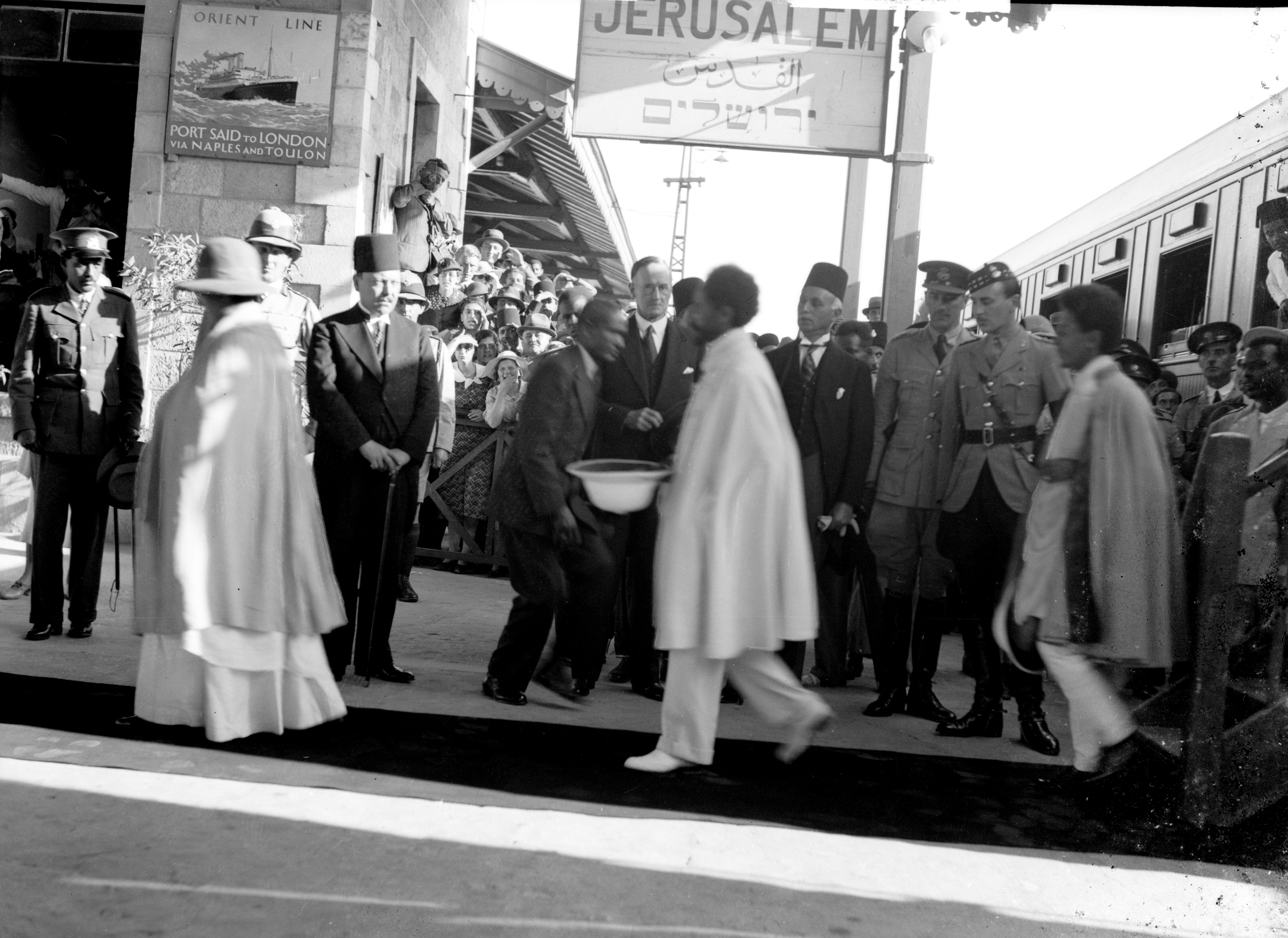
هيلا سيلاسي يمر بالقدس خلال طريقه لمنفاه في إنكلترا

التقسيمات الإدارية الإيطالية في شرق أفريقيا بعد ضم أثيوبيا.

كانت الحرب الإيطالية الإثيوبية الثانية، والتي يشار إليها أيضًا باسم الحرب الإيطالية الحبشية الثانية، حربًا استعمارية امتدت من أكتوبر 1935 إلى فبراير 1937.
يُنظر إليها على أنها عيّنة من السياسة التوسّعية التي ميّزت قوى المحور وعجز عصبة الأمم قبل اندلاع الحرب العالمية الثانية.
في 3 أكتوبر 1935 هاجم مئة ألف جندي من الجيش الإيطالي بقيادة المارشال إميليو دي بونو من إريتريا (ثم الاستعمار الإيطالي) دون إعلان الحرب المسبق. في الوقت نفسه، هاجمت قوّة صغيرة بقيادة الجنرال رودولفو غراتسياني من الصومال الإيطالي. في 6 أكتوبر، غُزيت أدوا، وهو مكان رمزي للجيش الإيطالي. في 15 أكتوبر، استولت القوات الإيطالية على أكسوم، وانتزعت المسلة التي تزين المدينة من موقعها وأرسلت إلى روما لتوضع بشكل رمزي أمام مبنى وزارة المستعمرات الذي أنشأه النظام الفاشي.
بعد أن ضاق ذرعًا من تقدّم دي بونو البطيء والحذر، وضع موسوليني الجنرال بييترو بادوليو مكانه. هاجمت القوات الإثيوبية الجيش الغازي الذي وصل حديثًا وشنّت هجومًا مضادًا في ديسمبر 1935، لكن جيشهم المسلّح تسليحًا بدائيًا لم يكن بوسعه مقاومة الأسلحة الحديثة للإيطاليين طويلًا. حتى خدمة الاتصالات للقوات الإثيوبية كانت تعتمد على السعاة المشاة، حيث لم يكن لديهم أجهزة راديو. كان هذا كافيًا بالنسبة للإيطاليين لفرض سياج ضيق على الفصائل الإثيوبية يمنعهم تمامًا من معرفة تحرّكات جيشهم. على الرغم من التحالف مع إيطاليا، فقد أرسلت ألمانيا النازية أسلحة وذخائر إلى إثيوبيا لأنها كانت محبطة بسبب الاعتراضات الإيطالية على سياستها تجاه النمسا؛ مما أدى إلى إطالة أمد الحرب وتحويل الانتباه الإيطالي عن النمسا. نجح الهجوم الإثيوبي المضاد في إيقاف التقدم الإيطالي لبضعة أسابيع، لكن تفوّق الغزاة كأسلحة (خاصة المدفعية الثقيلة والطيران) منعت الإثيوبيين من الاستفادة من نجاحاتهم الأولية.
ارتكبت القوات الإثيوبية العديد من جرائم الحرب، بما في ذلك استخدام رصاص دوم دوم (في انتهاك لاتفاقيات لاهاي) وبدأت في تشويه العسكريين الأسرى الإريتريين (غالبًا بالإخصاء) منذ الأسابيع الأولى لاندلاع الحرب. ردًّا على ذلك، استخدم بادوليو بعض غاز الخردل في القصف الجوي، في انتهاك لاتفاقيات جنيف. لم يكن هذا الغاز يُستخدم ضد المقاتلين وحسب، بل ضد المدنيين كذلك في محاولة لثني الشعب الإثيوبي. بالإضافة إلى ذلك، أُبلغ أيضًا عن هجمات إيطالية متعمّدة على سيارات الإسعاف ومستشفيات الصليب الأحمر. استأنف الإيطاليون الهجوم في أوائل مارس. في 29 مارس 1936، قصف غراتسياني مدينة هرار وبعد يومين حقّق الإيطاليون انتصارًا كبيرًا في معركة مايتشو، الأمر الذي أحبط أي مقاومة منظمة محتملة للإثيوبيين. أُجبر الإمبراطور هيلا سيلاسي على الفرار إلى المنفى في 2 مايو، ووصلت قوات بادوليو العاصمة أديس أبابا في 5 مايو.
ضمّت إيطاليا أراضي إثيوبيا رسميًا في 7 مايو وأعلن الملك الإيطالي فيكتور إيمانويل الثالث إمبراطورًا. وجرى توحيد مقاطعات إريتريا وصوماليلاند (إقليم أرض الصومال) الإيطالية والحبشة (إثيوبيا) لتشكيل مقاطعة شرق إفريقيا الإيطالية.

## الوضع

### حالة شرق إفريقيا
كانت منطقة القرن الإفريقي، اعتبارًا من عام 1882، هي المنطقة التي بدأ فيها تطبيق السياسة الاستعمارية لمملكة إيطاليا؛ وانتهت المرحلة الأولى من التوسّع الاستعماري مع الحرب الكارثية للحبشة وهزيمة القوات الإيطالية في معركة أدوا، في 1 مارس 1896، التي ألحقها الجيش الإثيوبي بمنيليك الثاني النجاشي الثاني. خلال السنوات اللاحقة، تخلّت إيطاليا الليبرالية عن خطط التوسّع في المنطقة وقصرت نفسها على إدارة الممتلكات الصغيرة التي احتفظت بها لنفسها: المستعمرة الإريترية ومحميّة (المستعمرة اللاحقة) للصومال الإيطالي. حتى ثلاثينيات القرن العشرين، لم تكن هذه المناطق مرة أخرى موضع نقاش عام، وكان الاهتمام بها يقتصر على الدوائر الاستعمارية الفردية والمجتمعات الكشفية؛ فقد كانت العلاقات الاقتصادية والدبلوماسية الإيطالية الإثيوبية مستقرةً خلال هذه العقود.
خلال السنوات التي سبقت عام 1925، كان الاهتمام الإيطالي بإثيوبيا في المقام الأول دبلوماسيًا، لكنه كان مستقرًا لدرجة أنه لفت انتباه حكومات أديس أبابا ولندن وباريس. في الواقع، لم تنته طموحات روما في المنطقة. وتعتبر السياسة الهامشية التي انتهجها حاكم إريتريا جاكوبو غاسباريني موضوعًا متّصلًا بهذا الشأن، إذ تركّزت سياسته على استغلال بلدة تسني والتعاون مع قادة النمر ضد إثيوبيا. كان من المهم أيضًا قمع سيزار ماريا دي فيشي في الصومال، مما أدى إلى احتلال جبال جوبا لاند الخصبة، كما أدّى -وفقًا للخطاب الفاشي المتمثّل في الهيمنة المباشرة- إلى «استعادة» كامل الصومال مع وقف التعاون في عام 1928 بين المستوطنين والزعماء الصوماليين التقليديين. كان من المفترض أن يعزّز توقيع الاتفاقية السرية بين إيطاليا وبريطانيا في 14 ديسمبر 1925 الهيمنة الإيطالية في المنطقة: إذ أدركت لندن حقيقة أن منطقة مرتفعات إثيوبيا كانت مرتبطة بمصالح إيطالية بحتة واعترفت بشرعية الطلب الإيطالي لبناء خط سكة حديد يربط الصومال وإريتريا. على الرغم من رغبة الموقعين في الحفاظ على سرّية الاتفاقية، إلا أنها انتشرت في جميع أنحاء لندن وتسبّبت في إثارة حُنق الحكومتين الفرنسية والإثيوبية؛ وقد شجبه الأخير لدرجة أنه اعتبره خيانة للبلاد وكانت إثيوبيا مستعدة للتصدي لجميع النوايا والأغراض من خلال عضويتها في عصبة الأمم.
رغم أن بينيتو موسوليني كان يفكر في عام 1925 في الاعتداء على إثيوبيا، إلا أنه لم يتّخذ القرار بذلك حتى نوفمبر 1932. كلّف وزير المستعمرات إميليو دي بونو بإعداد خطة الحملة ضد الدولة الأفريقية. أولًا، جرت تعبئة جهاز الدعاية الفاشي بهدف إعادة اهتمام البلاد بالقضايا الاستعمارية استعدادًا للتدخل العسكري. بهدف الاحتفال بـ «عقد الثورة»، أضيف موضوعان أساسيان إلى الدعاية: «أسطورة الدوس» وفكرة «إيطاليا الجديدة». وشُجّع إصدار الأعمال الاستعمارية بهدف تضخيم المآثر التي تحقّقت خلال العقد الفاشي، مع تصفية برنامج الحكومة الإمبريالية فيها، كإشارة من وكيل المستعمرات اليساندرو ليسونا، والتي أشارت في أحدها إلى: «إيطاليا الموسولينية قد وجدت مرّة أخرى في أفريقيا السبل لتحويلها». فيما يتعلق بالتوسع الاستعماري، نظمت وزارة المستعمرات معارض تجارية ومعارض إثنوغرافية ومظاهرات سياسية، وشارك المؤرخون والخبراء الاستعماريون ورجال القانون وعلماء الأنثروبولوجيا والمستكشفون مثل ليديو سيبرياني في النقاش العام. ونُشرت بعض الدراسات بهدف إظهار «الدونية العقلية للسود» وقدرة الإيطاليين على التكيّف مع المناخات الأفريقية المدارية.

### حادثة ويلويل
نصت المعاهدة الإيطالية الأثيوبية لعام 1928 على أن الحدود بين الصومال الإيطالية وإثيوبيا كانت 21 فرسخًا موازية لساحل بنادر (نحو 118.3 كيلومترًا ]73.5 ميلًا[). في عام 1930، بنت إيطاليا حصنًا في واحة ويلويل في إقليم أوغادين وأحاطته بقوات العمائم البيضاء الصومالية (قوات حدودية غير نظامية يترأسها ضباط إيطاليون). كان الحصن في ويلويل يتجاوز حد ال21 فرسخًا وكان يقع داخل أراض إثيوبية. في 23 نوفمبر من عام 1934، وصلت إلى ويلويل لجنة حدودية أنغلو إثيوبية لدراسة أراضي الرعي من أجل إيجاد حدود نهائية بين الصومال البريطانية وإثيوبيا. احتوى الفريق على فنيين إثيوبيين وبريطانيين وقوة حراسة يقدر عددها بنحو 600 جندي إثيوبي. وكان كلا الطرفان على علم بأن الإيطاليين قد أقاموا موقعًا عسكريًا في ويلويل ولم يفاجأوا برؤية العلم الإيطالي على الآبار. أعلمت الحكومة الإثيوبية السلطات الإيطالية في الصومال الإيطالية أن اللجنة كانت ناشطة في أوغادين وطلبت من الإيطاليين التعاون. حين طلب المفوض البريطاني الملازم العقيد إيسموند كليفورد من الإيطاليين السماح له بالتخييم في منطقة قريبة، رفض الطلب من قبل القائد الإيطالي الكابتن روبيرتو سيماروتا.
لم يعر فيتوراري شيفيرا، قائد قوة الحراسة الإثيوبية، اهتمامًا لل150 مقاتلًا صوماليًا وإيطاليًا وأقام معسكره. ولتجنب الوقوع في حادثة إيطالية إثيوبية، سحب كليفورد الوحدة العسكرية البريطانية إلى آدو، التي تبعد نحو 20 ميلًا (32 كيلومترًا) شمال شرق، وبدأت طائرة إيطالية بالتحليق فوق ويلويل. انسحب المفوضون الإثيوبيون رفقة البريطانيين، إلا أن قوة الحراسة بقيت في مكانها. ولعشرة أيام تبادل الطرفان التهديدات، وفي بعض الأحيان لم يكن يفصل بينهما أكثر من ميلين. زادت التعزيزات تعداد الفيلق الإثيوبي إلى نحو 1500 مقاتل والفيلق الإيطالي إلى نحو 500 مقاتل، وأطلقت نيران في 5 ديسمبر من عام 1934. كان الإيطاليون مدعمين بسيارة مدرعة وطائرة قاذفة قنابل. أخطأت القنابل هدفها، إلا أن نيران رشاشات السيارة تسببت بمقتل نحو 110 إثيوبيًا. وقُتل أيضًا ما بين 30 إلى 50 إيطاليًا وصوماليًا وأفضت الحادثة إلى أزمة الحبشة في عصبة الأمم. برأت عصبة الأمم كلا الطرفين من الحادثة في 4 سبتمبر من عام 1935.

### العزل الإثيوبي
لم تتخذ فرنسا وبريطانيا، اللتان كانتا تفضلان أن تكون إيطاليا حليفًا ضد ألمانيا، لإحباط الحشود العسكرية الإيطالية على حدود إريتريا الإيطالية والصومال الإيطالية. وبسبب المسألة الألمانية، احتاج موسوليني إلى ردع هتلر عن ضم النمسا فيما كان يُنشر جزء كبير من الجيش الإيطالي في القرن الأفريقي، الأمر الذي جعله يتقارب مع فرنسا لتوفر له الردع اللازم. شارك الملك فيكتور إيمانويل الثالث الاحترام الإيطالي التقليدي للقوة البحرية البريطانية وأصر لموسوليني على ضرورة ألا تستعدي إيطاليا بريطانيا قبل موافقته على الحرب. في ذلك الصدد، قدمت الدبلوماسية البريطانية في النصف الأول من العام 1935 مساعدة كبيرة لجهود موسوليني لكسب دعم فيكتور إيمانويل للغزو. 
في 7 يناير 1935، أبرمت الاتفاقية الفرنسية الإيطالية التي أطلقت بشكل أساسي يد إيطاليا في أفريقيا مقابل تعاون إيطالي في أوروبا. أخبر بيير لافال موسوليني أنه يريد تحالفًا فرنسيًا إيطاليًا ضد ألمانيا النازية وأن إيطاليا «حرة اليد» في إثيوبيا. في أبريل، زادت جرأة إيطاليا بشكل أكبر من خلال المشاركة في جبهة ستريسا، وهي اتفاقية للحد من المزيد من الانتهاكات الألمانية لمعاهدة فيرساي. تحدثت المسودة الأولى لبيان قمة ستريسا عن الحفاظ على الاستقرار في كافة أنحاء العالم، إلا أن وزير الخارجية البريطاني، السير جون سيمون، أصر على أن تعلن المسودة النهائية بأن بريطانيا وفرنسا وإيطاليا متلزمة بالحفاظ على الاستقرار «في أوروبا»، وهو ما اعتبره موسوليني قبولًا بريطانيًا بغزو إثيوبيا. في شهر يونيو، ضُمن عدم التدخل بشكل أكبر عبر نزاع سياسي كان قد تطور بين فرنسا والمملكة المتحدة، بسبب الاتفاقية البحرية الأنغلو-جيرمانية. مع نقل 300 ألف جندي إيطالي إلى إريتريا والصومال الإيطالية خلال ربيع وصيف عام 1935، ضجت وسائل الإعلام بالتكهنات بأن إيطاليا ستغزو إثيوبيا قريبًا. وفي يونيو من عام 1935، وصل أنتوني إيدن إلى روما يحمل رسالة مفادها أن بريطانيا تعارض الغزو وأنه كانت لديها خطة تسوية تُمنح إيطاليا بموجبها ممرًا في إثيوبيا لربط المستعمرتين الإيطاليتين في القرن الأفريقي، وهو ما رفضه موسوليني كليًا. ونظرًا إلى كسر الإيطاليين لشيفرات البحرية البريطانية، علم موسوليني بالمشكلات في الأسطول البريطاني للبحر المتوسط، الأمر الذي دفعه إلى الاعتقاد بأن المعارضة البريطانية للغزو، والتي كانت بالنسبة له مفاجأة غير مرحب بها، ليست جادة وأن بريطانيا لن تخوض أبدًا حربًا ضد إثيوبيا. 
نظرت برلين إلى احتمال أن يتسبب الغزو الإيطالي لإثيوبيا بأزمة في العلاقات الأنغلو إيطالية كفرصة. قدمت ألمانيا بعض الأسلحة لإثيوبيا خوفًا من نصر سريع لإيطاليا على الرغم من أن هتلر لم يكن يريد أن يرى هيلا سيلاسي يفوز. كانت وجهة النظر الألمانية تقول أنه إذا تعثرت إيطاليا في حرب طويلة ضد إثيوبيا، فمن المحتمل أن يؤدي ذلك إلى دفع بريطانيا إلى عصبة الأمم لفرض عقوبات على إيطاليا، ومن شبه المؤكد أن الفرنسيين لن يستخدموا حق النقض ضد ذلك خشية أن يدمر ذلك علاقاتهم ببريطانيا مما سيتسبب بأزمة في العلاقات الأنغلو إيطالية وستتيح لألمانيا أن تعرض على إيطاليا «خدماتها الجيدة». وبتلك الطريقة، كان هتلر يأمل بأن يستميل موسوليني إلى صفه كحليف وأن يدمر جبهة ستريسا. 
كانت اليابان آخر حليف أجنبي محتمل، والتي كنت بمثابة نموذج لبعض المثقفين الأثيوبيين. وفي أعقاب حادثة ويلويل، حاولت مجموعات يابانية يمينية عديدة، بما فيها الرابطة الآسيوية الكبرى ومجتمع التنين الأسود، جمع الأموال من أجل القضية الإثيوبية. وأكد السفير الياباني لدى إيطاليا، الدكتور سوجيمورا يوتارو، في 16 يوليو لموسوليني أن اليابان ليس لديها مصالح سياسية في إثيوبيا وأنها ستبقى على الحياد في الحرب القادمة. أثارت تعليقاته غضبًا داخل اليابان التي شهدت تقاربًا شعبيًا مع الإمبراطورية الشقيقة غير البيضاء في أفريقيا، والتي قوبلت بغضب مماثل في إيطاليا تجاه اليابان ترافق بثناء على موسوليني وموقفه الحازم ضد «جيالي دي توكيو» («صفر طوكيو»). وعلى الرغم من الرأي الشعبي، قوبل الإثيوبيون بالرفض حين تقربوا من اليابان طلبًا للمساعدة في 2 أغسطس، ورُفض حتى طلب متواضع إلى الحكومة اليابانية للحصول على بيان رسمي بدعمها لإثيوبيا خلال الصراع القادم. 

## الجيوش

### إثيوبيا
حين بدا أن وقوع الحرب أمر محتم، أمر الإمبراطور الإثيوبي هيلا سيلاسي بتعبئة عامة لجيش الإمبراطورية الإثيوبية: 
سيذهب جميع الرجال والفتيان القادرين على حمل الرماح إلى أديس أبابا. وسيحضر كل رجل متزوج زوجته لتطبخ له الطعام وتقوم بأعمال الغسيل. وسيحضر كل رجل غير متزوج أي امرأة غير متزوجة يجدها لتطبخ له الطعام وتقوم بأعمال الغسيل. وتُعفى الأمهات والمكفوفون والمتقدمون في السن والعاجزون عن حمل الرماح. وسيشنق أي شخص يُعثر عليه في المنزل بعد استلام هذا الأمر. 
تألف جيش هيلا سيلاسي من 500 ألف رجل تقريبًا، كان بعضهم مسلحًا بالرماح والأقواس. وحمل جنود آخرون أسلحة أكثر حداثة بما في ذلك البنادق، لكن العديد منها كانت عتادًا منذ ما قبل عام 1900، وبذلك كانت غير صالحة للاستعمال. وفقًا للتقديرات الإيطالية، عشية الأعمال الحربية، كان لدى الإثيوبيين جيش تراوح تعداده بين 350 ألف و760 ألف رجل.

## معرض صور

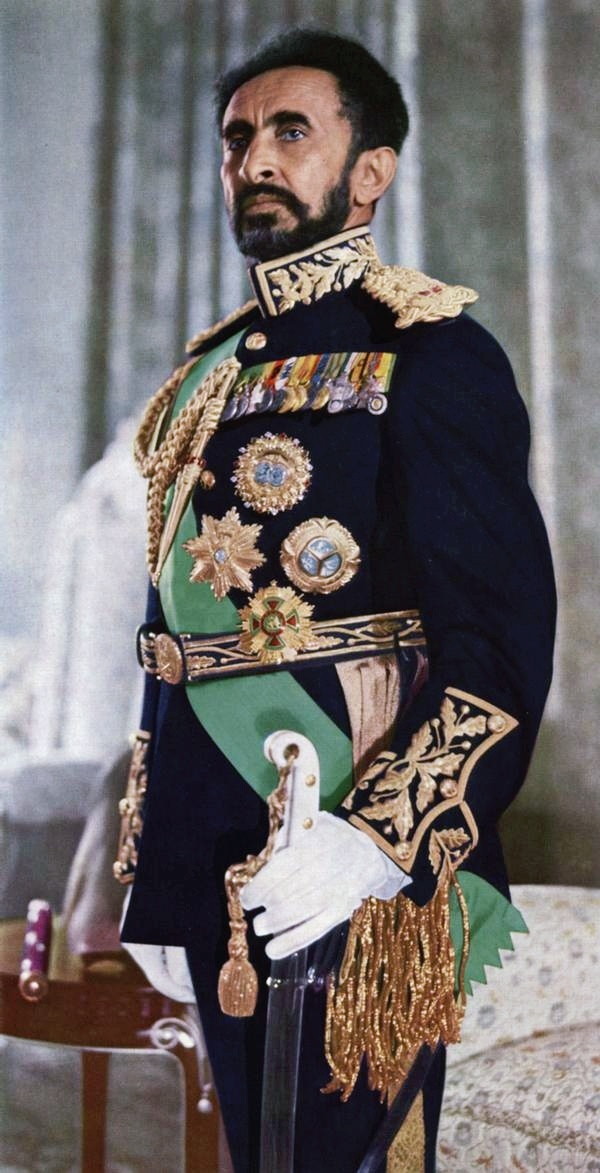
هيلا سيلاسي
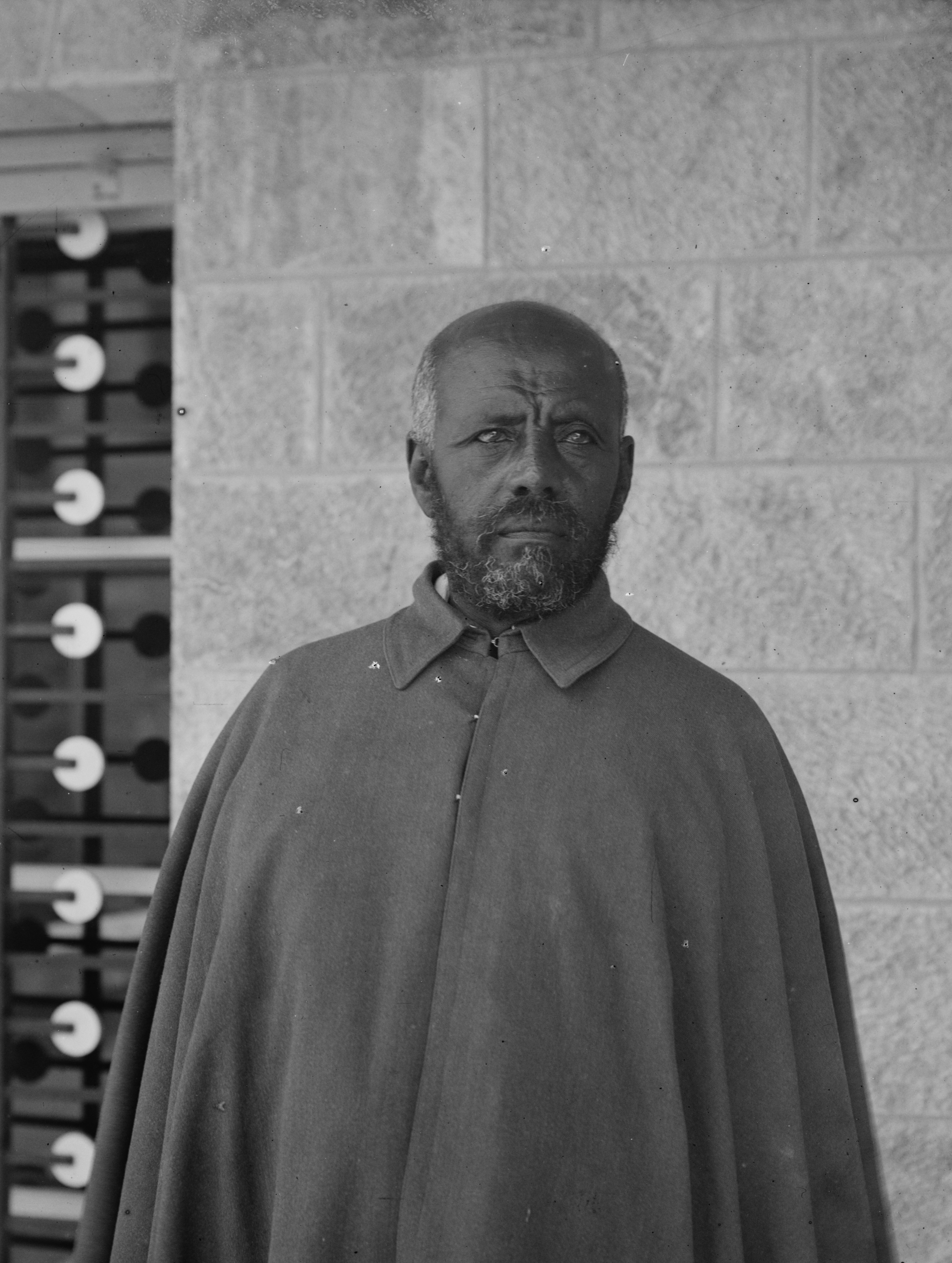
كاسا هايل دارج
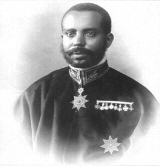
إمرو هيلا سيلاسي
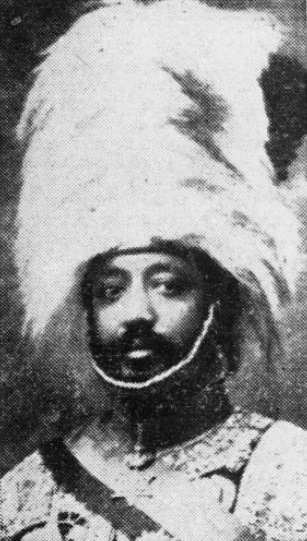
ديستا دامتيو